# Batman : Cataclysme
Batman : Cataclysme (Batman: Cataclysm) est un arc narratif crossover de 18 chapitres de DC Comics, qui a parcouru les différents titres liés à Batman de mars à mai 1998. L'intrigue de l'histoire se centre sur la Ville de Gotham qui est frappée par un violent tremblement de terre, l'épicentre se trouvant à moins d'un mile (1,6 km) du Manoir Wayne. Dans le sillage de la destruction, Batman et ses alliés se joignent aux frénétiques efforts de sauvetage autour de la ville dévastée, mais le chaos finit par s'installer. Cet arc narratif agit comme catalyseur pour les comics de Batman et les titres spin-off, étant le point de départ de près de 2 ans d'histoires qui font suite aux conséquences du séisme, et qui culmina dans la saga Batman: No man's Land qui dura une année complète. « Cataclysme » lui-même prend place peu de temps après les événements de Batman: Contagion et Batman: Legacy, deux crises qui aboutirent presque à la destruction de Gotham City.

## Résumé
La sismologue Dr Jolene Relazzo croit que la zone de Gotham va être touchée par un tremblement de terre majeur comme ses machines commencent à enregistrer des secousses proches de la ville. Oracle (Barbara Gordon) perd la connexion avec la Batcave à 7h03. Alors qu'elle donnait son rapport, un tremblement de terre de 7,6 frappe Gotham City. Batman est balayé par la montée des eaux de la rivière souterraine et Alfred tombe dans la grotte lors de l'effondrement du Manoir Wayne. Oracle se dirige vers le Quartier Général de la Police de Gotham pour retrouver son père et rallier les troupes.
Peu de temps après le tremblement de terre, il semble que les bâtiments appartenant à Wayne sont les seuls de ceux qui restent debout à avoir peu de dommages structurels. Bruce Wayne s'était assuré que l'ensemble de ses bâtiments soient à l'épreuve des séismes de moins de 8,5. Cependant, ayant été incapable de protéger sa propre maison contre les tremblement de terre sans exposer le secret de Batman, le Manoir Wayne et la Batcave sont détruits. Avec toutes les sorties bloquées, Batman passe une combinaison de plongée et promet à Alfred qu'il sera bientôt de retour. Barbara Gordon rallie les forces de police et l'Inspecteur Harvey Bullock retrouve le Commissaire Gordon. À 20h52, la première réplique frappe.
Dick Grayson (Nightwing) apprend pour le tremblement de terre à la télévision sur son lieu de travail. Il bondit, s'empare d'un bateau, et se dirige vers son ancienne maison. Pris de court par la destruction de la ville de Gotham, il commence à aider les victimes coincées sous l'effondrement de l'autoroute dès qu'il arrive à terre.
Azrael et Nomoz arrivent dans Gotham par hélicoptère pour livrer Bane au GCPD. Après le tremblement de terre, Bane s'échappe. Azrael le prend en chasse et le capture, après qu'il a tué deux personnes dans une banque.
Helena Bertinelli est dans le métro lorsque le tremblement de terre frappe. Elle se change rapidement en Huntress et commence à mettre les survivants en sécurité. Batman refait surface dans le port de Gotham et est horrifié en voyant la ville qu'il aime en flammes.
Catwoman était en train de voler une paire de jumelles à vision nocturne pour un prochain travail quand le magasin fut détruit par le tremblement de terre. Après avoir vu une jeune fille mourir dans ses bras, elle commence à mettre les survivants en sécurité. Plus tard, elle piste Poison Ivy et l'empêche de répandre un super-engrais dans l'approvisionnement en eau de Gotham City.
Robin (Tim Drake) était à l'extérieur de la ville lors du tremblement de terre. Lors de son retour, son vol est détourné sur Blüdhaven. Il voit la ville de Gotham en proie aux flammes de l'avion. Il vole une moto et se dirige vers sa maison.
Le tremblement de terre et le raz-de-marée qui a suivi, ont frappé durement le Pénitencier de Blackgate. L'île et de nombreuses cellules sont inondées, et les prisonniers s'échappent. Un pont terrestre se forme reliant l'île à la ville. Batman, ayant juste refait surface dans le port de Gotham, se rend compte de ce qui se passe et se dirige vers la prison. Il calme l'émeute des prisonniers, bien que beaucoup ont été tués et plusieurs autres se sont échappés par le pont terrestre. Les répliques détruisent le pont naturel alors que les hélicoptères du S.W.A.T. arrivent. Batman rejoint le continent et commence à aider les victimes...

## Chapitres et équipes artistiques
| Chapitre   | Série et numéro                              | Titre français                  | Titre anglais                                                                                  | Scénario                                                                    | Dessins                                                               | Encrage           |
| ---------- | -------------------------------------------- | ------------------------------- | ---------------------------------------------------------------------------------------------- | --------------------------------------------------------------------------- | --------------------------------------------------------------------- | ----------------- |
| Prélude    | Detective Comics n°719                       | Prélude                         | Sound and Fury                                                                                 | Chuck Dixon                                                                 | Jim Aparo, Henry Flint, Mark Buckingham                               | Bob McLeod        |
| 1          | Shadow of the Bat n°73                       | Forteresses bâties sur du sable | Castles Built on Sand                                                                          | Alan Gran                                                                   | Mark Buckingham                                                       | Wayne Faucher     |
| 2          | Nightwing vol.2 n°19                         | Tremblement                     | Shudder                                                                                        | Chuck Dixon                                                                 | Scott McDaniel                                                        | Karl Story        |
| 3          | Batman n°553                                 | Lignes de vie                   | Lifelines                                                                                      | Doug Moench                                                                 | Klaus Janson                                                          | Sal Buscema       |
| 4          | Azrael n°40                                  | L'Heure du Séisme               | Hour of the Quake                                                                              | Dennis O'Neil                                                               | Scott McDaniel                                                        | James Pascoe      |
| 5          | Detective Comics n°720                       | Les Premiers et les derniers    | The First and the Last                                                                         | Chuck Dixon                                                                 | Graham Nolan, Klaus Janson                                            | Kevin Nowlan      |
| 6          | Catwoman vol.2 n°56                          | Claustrophobia                  |                                                                                                | Devin K. Grayson                                                            | Jim Balent                                                            | John Stanisci     |
| 7          | Robin vol.4 n°52                             | Tribunal                        |                                                                                                | Chuck Dixon                                                                 | Staz Johnson                                                          | Stan Woch         |
| 8          | Blackgate - Isle of Men n°1                  | Les Hommes sur l'île            | Isle of Men                                                                                    | Chuck Dixon                                                                 | Jim Aparo                                                             | David Roach       |
| 9          | Shadow of the Bat n°74                       | La Ville nue                    | The Naked City                                                                                 | Alan Grant                                                                  | Mark Buckingham                                                       | Wayne Faucher     |
| 10         | Batman Chronicles n°12                       | Interlude                       | The Contract, House of Cards, Trapped, A Bird With a Hand, Love Me 2 Times, Little Orphan Andy | Devin K. Grayson, Kelley Puckett, Klaus Janson, Chris Renaud, Rick Burchett | Alex Maleev, Klaus Janson, Marcos Martin, Rick Burchett, Chris Renaud |                   |
| 11         | Nightwing Vol. 2 n°20                        | Le Lendemain du jugement        | The Day After Judgment                                                                         | Chuck Dixon                                                                 | Scott McDaniel                                                        | Karl Story        |
| 12         | Batman n°554                                 | Maître de la destruction        | Master of Destruction                                                                          | Doug Moench                                                                 | Klaus Janson                                                          | Sal Buscema       |
| 13         | Batman: Huntress & Spoiler n°1               | Traumatisme contondant          | Blunt Trauma                                                                                   | Chuck Dixon                                                                 | Eduardo Barreto                                                       | Bill Sienckiewicz |
| 14         | Detective Comics n°721                       | Terrain glissant                | Shifting Ground                                                                                | Chuck Dixon                                                                 | Graham Nolan                                                          | Klaus Janson      |
| 15         | Catwoman vol.2 n°57                          | On récolte ce que l'on sème     | Reap What You Sow                                                                              | Devin K. Grayson                                                            | Graham Nolan                                                          | Klaus Janson      |
| 16         | Batman: Arkham Asylum - Tales of Madness n°1 | Contes de la folie              | Tales of Madness                                                                               | Alan Grant                                                                  | Dave Taylor                                                           | Bill Sienckiewicz |
| Conclusion | Robin vol.4 n°53                             | Écrasés                         | Flattened                                                                                      | Chuck Dixon                                                                 | Jason Johnson                                                         | Stan Woch         |

## Publications

### Éditions françaises
En mars 2014, Urban Comics propose l'arc dans sa collection DC Classiques. C'est la première édition francophone de l’œuvre :
- 2014 : Batman: Cataclysme, DC Classiques  (ISBN 978-2-3657-7333-1)[11].